# Валькевич, Пётр Иванович
Вальке́вич Пётр Ива́нович (17 апреля 1960, Могилёв — 18 сентября 2000, Махачкала) — российский офицер, полковник, командир 738-го отдельного специального моторизованного батальона (войсковая часть 3997, г. Чебоксары) Приволжского военного округа внутренних войск МВД РФ.

## Биография
Родился 17 апреля 1960 года в городе Могилёве Белорусской ССР.
В 1978 году, по окончании средней школы поступил в Саратовское военное училище внутренних войск МВД РФ, окончил его в 1983 году.
По службе рос быстро. Окончил две военных академии: тыла и транспорта в Ленинграде  и общевойсковую академию имени Фрунзе в Москве.
В феврале 1998 года Валькевич поставлен на должность командира 738-го отдельного специального моторизованного батальона Приволжского военного округа внутренних войск МВД РФ (в/ч 3997) в городе Чебоксары Чувашской республики.
Боевой офицер П. И. Валькевич не раз бывал в «чеченских командировках». Больше всего он переживал за жизнь вверенных ему солдат и офицеров.
За годы чеченских войн войсковая часть 3997, много раз посылавшая в Чечню свои сводные батальоны, потеряла всего трех бойцов. В марте и июне 1996 года в Грозном и Бамуте погибли старший стрелок-пулеметчик рядовой Д. Абрамов и старшина мотострелковой роты старший прапорщик В. Новицкий. В июле 2000 года от полученных ран скончался рядовой Свешников. Четвертым в этом печальном списке стал сам командир части — Пётр Валькевич.

## Обстоятельства гибели
11 сентября 2000 года, в 8-м часу вечера, полковник П. И. Валькевич следовал на своём служебном автомобиле УАЗ-469 с вокзала города Гудермес в расположение своего батальона. Вместе с ним в автомобиле находились заместитель командующего Приволжским округом внутренних войск генерал-майор Анатолий Мих, приехавший в Гудермес инспектировать батальон Валькевича, его охранник и водитель. На юго-восточной окраине города Гудермеса автомобиль попал в засаду и был обстрелян боевиками. Всё произошло в трехстах метрах от места расположения батальона и под боком у батальона из Самары (в 150 м).
Офицеры, изучавшие в тот день изрешечённый пулями и осколками автомобиль, в один голос заявили, что пассажиры УАЗа «родились в рубашках». Генерал-майор Мих получил множественные осколочные ранения, водитель — ефрейтор Алексей Вороньжев — сквозное пулевое ранение в области плечевого сустава, полковнику Валькевичу повезло меньше всех — он получил тяжёлое ранение в голову.
Семь дней медики боролись за жизнь Валькевича, сначала в полевом госпитале в Грозном, затем в госпитале в Махачкале. Однако их усилия желаемого результата не дали. Ночью, 18 сентября 2000 года, сердце боевого офицера остановилось.
Уже позже, по факту нападения было возбуждено уголовное дело, на место происшествия выезжала следственная бригада, но дальше этого дело не пошло.
Каждый раз, когда на дорогах Чечни попадала в засаду очередная колонна федеральных войск, московские генералы устраивали «головомойку» командирам полкового и батальонного звена за неумелую организацию походного охранения, после чего уже те учили своих подчинённых, как это следует правильно делать. Тем не менее, несмотря на все нравоучения, эффективного противодействия широко применяемой боевиками тактике засад разработать так и не удалось.

## Семья
У полковника П. И. Валькевича в Чебоксарах остались жена Лидия Александровна Валькевич (работает в штабе части) и сын Максим 1993 года рождения.

## Награды
- В августе 2001 года П. И. Валькевич был награждён орденом Мужества[5] (посмертно).
- В первую чеченскую войну награждён медалью «За отвагу».
- Медали «За отличие в военной службе I степени»  и «За безупречную службу II и III степеней»
- Также его заслуги отмечены знаками «За отличие в службе во внутренних войсках» I и II степеней, юбилейными медалями.

## Память
- Похоронен на своей родине в белорусском городе Могилёве.
- В честь П. И. Валькевича, решением городского совета от 8 мая 2001 года, была названа одна из улиц[6] города Чебоксары.
- На стене дома № 6/1 по улице Маршака в Чебоксарах, в котором проживал П. И. Валькевич, установлена мемориальная доска[7].
- Полковник Валькевич вписан четвертой строкой на памятнике погибшим воинам на территории родной части в Чебоксарах.
- Навечно зачислен в списки личного состава войсковой части 3997.
- С 2000 года ежегодно проводится межрегиональный турнир по мини-футболу[8] памяти полковника Петра Валькевича.